# Sportverein Darmstadt 1898 2005-2006
Questa voce raccoglie le informazioni riguardanti lo Sportverein Darmstadt 1898 nelle competizioni ufficiali della stagione 2005-2006.

## Stagione
Nella stagione 2005-2006 il Darmstadt, allenato da Bruno Labbadia, concluse il campionato di Regionalliga sud al 5º posto.

## Rosa
| N. |                      | Ruolo | Calciatore       |
| -- | -------------------- | ----- | ---------------- |
| 1  | Germania (bandiera)  | P     | Bastian Becker   |
| 2  | Germania (bandiera)  | C     | Adrian Mahr      |
| 3  | Germania (bandiera)  | D     | Christian Beisel |
| 4  | Germania (bandiera)  | D     | Benjamin Kern    |
| 6  | Germania (bandiera)  | D     | Dennis Grassow   |
| 7  | Turchia (bandiera)   | A     | Nazir Saridogan  |
| 8  | Serbia (bandiera)    | C     | Živojin Juškić   |
| 9  | Argentina (bandiera) | A     | Matias Cenci     |
| 10 | Germania (bandiera)  | C     | Thomas Ollhoff   |
| 11 | Germania (bandiera)  | A     | Nico Beigang     |
| 12 | Germania (bandiera)  | C     | Stefan Leitl     |

| N. |                       | Ruolo | Calciatore       |
| -- | --------------------- | ----- | ---------------- |
| 13 | Germania (bandiera)   | A     | Markus Beierle   |
| 15 | Germania (bandiera)   | D     | Abdoul Thiam     |
| 16 | Nigeria (bandiera)    | C     | Nduka Anyanwu    |
| 17 | Croazia (bandiera)    | C     | Ivo Iličević     |
| 18 | Germania (bandiera)   | C     | Manuel Bölstler  |
| 20 | Albania (bandiera)    | D     | Mërgim Mavraj    |
| 20 | Germania (bandiera)   | C     | Dirk Wolf        |
| 21 | Turchia (bandiera)    | D     | Dilaver Satilmis |
| 22 | Germania (bandiera)   | P     | Patrick Gräber   |
| 25 | Germania (bandiera)   | P     | Thomas Richter   |
| 27 | Slovacchia (bandiera) | D     | Richard Hasa     |

## Organigramma societario
Area tecnica
- Allenatore: Bruno Labbadia
- Allenatore in seconda:
- Preparatore dei portieri: Michael Serr
- Preparatori atletici:
- Analisi video:

## Calciomercato

### Sessione estiva
| Acquisti | Acquisti       | Acquisti              | Acquisti |
| R.       | Nome           | da                    | Modalità |
| -------- | -------------- | --------------------- | -------- |
| C        | Nduka Anyanwu  | SV Weingarten         |          |
| C        | Michael Aničić | FSV Francoforte       |          |
| A        | Markus Beierle | Eintracht Francoforte |          |
| C        | Jürgen Kramny  | Magonza               |          |
| C        | Adrian Mahr    | Kickers Offenbach     |          |
| P        | Thomas Richter | Elversberg            |          |
| D        | Abdoul Thiam   | LR Ahlen              |          |

| Cessioni | Cessioni           | Cessioni           | Cessioni |
| R.       | Nome               | a                  | Modalità |
| -------- | ------------------ | ------------------ | -------- |
| A        | Faouzi Atmani      | Eschborn           |          |
| C        | Nikola Jovanović   | FSV Francoforte    |          |
| A        | Giuseppe Messinese | Bonner             |          |
| C        | Mano Pölking       | Olympiakos Nicosia |          |
| C        | Thomas Süß         | SV Erzhausen       |          |
| D        | Timo Uster         | RW Oberhausen      |          |
| D        | Hasan Vural        | Yeşilyurt          |          |
| C        | Dennis Weiland     | Magonza II         |          |

### Sessione invernale
| Acquisti | Acquisti         | Acquisti    | Acquisti |
| R.       | Nome             | da          | Modalità |
| -------- | ---------------- | ----------- | -------- |
| D        | Dilaver Satilmis | Antalyaspor |          |

| Cessioni | Cessioni        | Cessioni         | Cessioni |
| R.       | Nome            | a                | Modalità |
| -------- | --------------- | ---------------- | -------- |
| C        | Michael Aničić  | Eschborn         |          |
| C        | Martin Gollasch | SV Erzhausen     |          |
| C        | Jürgen Kramny   | Magonza II       |          |
| C        | Sachar Theres   | Astoria Walldorf |          |

## Risultati

### Regionalliga

#### Girone di andata
| Arbitro: | Brombacher |

|                      |           |               |
| Aničić 42’ Cenci 54’ | Marcatori | 63’ Coulibaly |

| Arbitro: | Stark |

|  |           |                                           |
|  | Marcatori | 27’ Beierle 49’ Aničić 54’ Cenci 58’ Wolf |

| Arbitro: | Palilla |

|             |           |  |
| Beierle 25’ | Marcatori |  |

| Arbitro: | Kampka |

|                          |           |               |
| Adler 32’ Ziegenbein 46’ | Marcatori | 77’ Saridogan |

| Arbitro: | Drees |

|             |           |  |
| Beierle 82’ | Marcatori |  |

| Arbitro: | Christ |

|                      |           |                    |
| Berger 7’ Nehrig 37’ | Marcatori | 3’ Cenci 24’ Leitl |

| Arbitro: | Schalk |

|                       |           |  |
| Grassow 74’ Cenci 90’ | Marcatori |  |

| Arbitro: | Pflaum |

|               |           |  |
| Staffeldt 57’ | Marcatori |  |

| Arbitro: | Perl |

|  |           |           |
|  | Marcatori | 17’ Lanig |

| Arbitro: | Leicher |

|  |           |           |
|  | Marcatori | 69’ Cenci |

| Arbitro: | Winkmann |

|              |           |           |
| Iličević 85’ | Marcatori | 37’ Maier |

| Arbitro: | Greth |

|                 |           |                                                             |
| Braham 42’, 56’ | Marcatori | 4’ Beierle 7’, 87’ Iličević 12’ Cenci 36’ Leitl 76’ Beigang |

| Arbitro: | Henschel |

|             |           |                     |
| Beierle 79’ | Marcatori | 33’ Keïta 38’ Ziehl |

| Arbitro: | Metzger |

|                                                                   |           |                         |
| Alder 3’ Toppmöller 11’ Kern 27’, 33’, 56’ Schmid 58’ Jarosch 80’ | Marcatori | 17’ Beierle 43’ Grassow |

| Arbitro: | Anklam |

|  |           |             |
|  | Marcatori | 35’ Vaccaro |

| Arbitro: | Rafati |

|                                 |           |          |
| Leitl 4’ Kramny 11’ Anyanwu 22’ | Marcatori | 26’ Nicu |

| Arbitro: | Brombacher |

|             |           |  |
| Driller 17’ | Marcatori |  |

#### Girone di ritorno
| Arbitro: | Maier |

|                     |           |  |
| Okic 45’ Khalil 62’ | Marcatori |  |

| Arbitro: | Hartmann |

|             |           |  |
| Beierle 31’ | Marcatori |  |

| Arbitro: | Perl |

|                                     |           |             |
| Rogosic 52’ Schumacher 74’ Hagg 81’ | Marcatori | 30’ Beigang |

| Arbitro: | Wingenbach |

|                                   |           |             |
| Ollhoff 11’ Cenci 16’ Beigang 80’ | Marcatori | 90’ Szukała |

| Arbitro: | Schmidt |

|                |           |           |
| Maierhofer 54’ | Marcatori | 21’ Cenci |

| Arbitro: | Thielert |

|                           |           |               |
| Cenci 3’ Beigang 21’, 49’ | Marcatori | 14’ Perchtold |

| Arbitro: | Schriever |

|            |           |            |
| Kanitz 46’ | Marcatori | 3’ Beierle |

| Arbitro: | Bauer |

|                       |           |                            |
| Cenci 15’ Ollhoff 81’ | Marcatori | 36’ Essig 67’ (rig.) Traut |

| Arbitro: | Grudzinski |

|                       |           |                         |
| Marić 33’ Blessin 51’ | Marcatori | 54’ Juškić 64’ Iličević |

| Arbitro: | Steinberg |

|                        |           |                  |
| Mavraj 48’ Beigang 69’ | Marcatori | 75’ (rig.) Reule |

| Arbitro: | Stachowiak |

|  |           |                                 |
|  | Marcatori | 5’ Mavraj 16’ Beigang 69’ Leitl |

| Arbitro: | Sippel |

|              |           |  |
| Iličević 73’ | Marcatori |  |

| Arbitro: | Sahler |

|                |           |             |
| Džaka 86’, 89’ | Marcatori | 88’ Ollhoff |

| Arbitro: | Otte |

|                        |           |  |
| Iličević 55’ Cenci 67’ | Marcatori |  |

| Arbitro: | Palilla |

|                              |           |  |
| Costa 37’ Galuschka 50’, 51’ | Marcatori |  |

| Arbitro: | Hartmann |

|                                        |           |              |
| Cerezo 54’ Vujanović 65’ Amstätter 72’ | Marcatori | 86’ Satilmis |

| Arbitro: | Fischer |

|                                                         |           |  |
| Saridogan 11’, 78’ Beierle 14’, 35’ Thiam 74’ Cenci 88’ | Marcatori |  |

## Statistiche

### Statistiche di squadra
| Competizione     | Punti | In casa | In casa | In casa | In casa | In casa | In casa | In trasferta | In trasferta | In trasferta | In trasferta | In trasferta | In trasferta | Totale | Totale | Totale | Totale | Totale | Totale | DR  |
| Competizione     | Punti | G       | V       | N       | P       | Gf      | Gs      | G            | V            | N            | P            | Gf           | Gs           | G      | V      | N      | P      | Gf     | Gs     | DR  |
| ---------------- | ----- | ------- | ------- | ------- | ------- | ------- | ------- | ------------ | ------------ | ------------ | ------------ | ------------ | ------------ | ------ | ------ | ------ | ------ | ------ | ------ | --- |
| Regionalliga sud | 54    | 17      | 12      | 2       | 3       | 31      | 12      | 17           | 4            | 4            | 9            | 26           | 32           | 34     | 16     | 6      | 12     | 57     | 44     | +13 |
| Totale           | 54    | 17      | 12      | 2       | 3       | 31      | 12      | 17           | 4            | 4            | 9            | 26           | 32           | 34     | 16     | 6      | 12     | 57     | 44     | +13 |

### Andamento in campionato
| Giornata  | 1 | 2 | 3 | 4 | 5 | 6 | 7 | 8 | 9 | 10 | 11 | 12 | 13 | 14 | 15 | 16 | 17 | 18 | 19 | 20 | 21 | 22 | 23 | 24 | 25 | 26 | 27 | 28 | 29 | 30 | 31 | 32 | 33 | 34 |
| --------- | - | - | - | - | - | - | - | - | - | -- | -- | -- | -- | -- | -- | -- | -- | -- | -- | -- | -- | -- | -- | -- | -- | -- | -- | -- | -- | -- | -- | -- | -- | -- |
| Luogo     | C | T | C | T | C | T | C | T | C | T  | C  | T  | C  | T  | C  | C  | T  | T  | C  | T  | C  | T  | C  | T  | C  | T  | C  | T  | C  | T  | C  | T  | T  | C  |
| Risultato | V | V | V | P | V | N | V | P | P | V  | N  | V  | P  | P  | P  | V  | P  | P  | V  | P  | V  | N  | V  | N  | N  | N  | V  | V  | V  | P  | V  | P  | P  | V  |
| Posizione | 3 | 1 | 1 | 4 | 1 | 2 | 2 | 3 | 5 | 5  | 4  | 3  | 3  | 5  | 6  | 5  | 7  | 9  | 7  | 8  | 7  | 8  | 5  | 5  | 5  | 7  | 6  | 5  | 3  | 4  | 4  | 5  | 7  | 5  |

Legenda:

Luogo: C = Casa; T = Trasferta. Risultato: V = Vittoria; N = Pareggio; P = Sconfitta.

### Statistiche dei giocatori
| M. Aničić    | 9  | 2  | 2 | 0 |
| N. Anyanwu   | 8  | 1  | 1 | 0 |
| B. Becker    | 5  | 0  | 0 | 0 |
| M. Beierle   | 23 | 10 | 2 | 0 |
| N. Beigang   | 27 | 7  | 2 | 0 |
| C. Beisel    | 10 | 0  | 0 | 0 |
| M. Bölstler  | 28 | 0  | 7 | 0 |
| M. Cenci     | 31 | 12 | 4 | 0 |
| D. Grassow   | 23 | 2  | 7 | 0 |
| P. Gräber    | 0  | 0  | 0 | 0 |
| R. Hasa      | 1  | 0  | 0 | 0 |
| I. Iličević  | 30 | 6  | 5 | 0 |
| Ž. Juškić    | 24 | 1  | 3 | 1 |
| B. Kern      | 30 | 0  | 5 | 1 |
| J. Kramny    | 15 | 1  | 1 | 0 |
| S. Leitl     | 27 | 4  | 5 | 0 |
| A. Mahr      | 22 | 0  | 2 | 0 |
| M. Mavraj    | 13 | 2  | 2 | 1 |
| T. Ollhoff   | 14 | 3  | 4 | 0 |
| T. Richter   | 30 | 0  | 1 | 0 |
| N. Saridogan | 26 | 3  | 0 | 0 |
| D. Satilmis  | 14 | 1  | 4 | 0 |
| S. Theres    | 13 | 0  | 3 | 0 |
| A. Thiam     | 18 | 1  | 3 | 0 |
| D. Wolf      | 22 | 1  | 4 | 0 |